# روره
روره (به فرانسوی: Roure) یک کمون (فرانسه) در فرانسه است که در canton of Saint-Sauveur-sur-Tinée واقع شده‌است. روره ۴۰٫۳ کیلومتر مربع مساحت و ۲۱۰ نفر جمعیت دارد و ۱٬۱۳۲ متر بالاتر از سطح دریا واقع شده‌است.